# Кирилич Василь Петрович
Василь Петрович Кирилич (нар. 28 травня 1964, с. Тисовиця, Львівська область, УРСР) — український дипломат. Автор публікацій з етнополітики, балканістики та східноєвропейської тематики. Автор першого українського дипломатичного календаря (2007, 2017), дослідження «Світ про Україну та українців» (2016, 2021). Кандидат політичних наук, доцент.
Посол України в Хорватії з 24 грудня 2019 року, посол України у Боснії і Герцеговині за сумісництвом з 28 липня 2020 по 21 липня 2025 року.
Володіє болгарською, польською, хорватською, німецькою, англійською.

## Біографія
1981—1985 — студент Дрогобицького педагогічного інституту.
11.1985-09.1988 — викладач української мови Дрогобицького педагогічного інституту, вчитель української мови та літератури за сумісництвом 
08.1988-08.1999 — на керівних посадах у системі освіти
01.-02.1991, 02.-03.1994 — стипендіат інституту славістики Віденського університету
09.1999-07.2001 — слухач Дипломатичної академії при МЗС України
11.2001-07.2002 — третій секретар по посаді першого секретаря Управління Європейського Союзу ДЄІ МЗС України 
07.2002-05.2006 — віце-консул Генерального консульства України у м.Варна (Болгарія)
04.2006-11.2006 — другий секретар по посаді начальника відділу Управління взаємодії з державними органами та координації зовнішніх зносин МЗС
11.2006-09.2007 — перший секретар по посаді заступника начальника відділу, в.о.начальника відділу Речника МЗС Департаменту секретаріату Міністра МЗС України
09.2007-02.2008 — начальник відділу Речника МЗС Департаменту секретаріату Міністра МЗС України — речник МЗС
02.2008 — 10.2009 — заступник директора Департаменту секретаріату Міністра, Речник МЗС України
05.2010 — 07.2010 — Тимчасовий повірений у справах України в Австрії
10.2009 — 12.2013 — радник-посланник ПУ в Австрії
2015—2019 — Начальник Управління консульського захисту Департаменту консульської служби МЗС України.
У січні 2023 року Президент Республіки Сербської Милорад Додик заявив Василю Кириличу, що він є небажаною особою в республіці. Це відбулося після того як дипломат критикував Додика за те, що він 9 січня 2023 року нагородив Володимира Путіна медаллю.

## Освіта, науковий ступінь, вчене звання
Освіта вища, 1985 року з відзнакою закінчив Дрогобицький педагогічний інститут, вчитель української мови та літератури.
2001 року — Дипломатичну академію при МЗС України (з відзнакою); магістр зовнішньої політики, кандидат політичних наук, доцент.
Лектор авторських курсів «Риторика й ораторське мистецтво» та «Публічна дипломатія».

## Нагороди та почесні звання
- Почесна грамота Верховної Ради України (2022)
- Орден «За заслуги» III ст. (28 грудня 2022) — за вагомий особистий внесок у розвиток міждержавного співробітництва, плідну дипломатичну діяльність та високий професіоналізм[5]
- Орден Святого Рівноапостольного князя Володимира Великого ІІІ-ступеня (2018)
- Золота медаль Верховного комітету Союзу Тракійських Товариств Республіки Болгарія (2006)

- Почесна грамота МЗС України (2007, 2018)
- Подяка МЗС України (2004, 2007)

## Дипломатичний ранг
- Надзвичайний і Повноважний Посланник першого класу (2021)[6]
- Надзвичайний і Повноважний Посол (2024)[7]

## Родина
Одружений, має сина і доньку.